# Neil deGrasse Tyson
Neil deGrasse Tyson (/ˈniːəl dəˈɡræs ˈtaɪsən/; sinh 5 tháng 10 năm 1958) là nhà vật lý thiên văn, vũ trụ học, tác giả và người phát ngôn khoa học người Mỹ. Từ năm 1996, ông là giám đốc của cung thiên văn Hayden thuộc Trung tâm Trái đất và Không gian Rose (Rose Center for Earth and Space), đặt tại thành phố New York. Trung tâm này là một phần của Bảo tàng Lịch sử tự nhiên Hoa Kỳ, nơi Tyson thành lập Cục Vật lý thiên văn (Department of Astrophysics) vào năm 1997 và là một cộng tác viên nghiên cứu ở đây từ năm 2003.
Sinh tại New York, Tyson bắt đầu yêu thích Thiên văn học từ năm lên 9 khi ông ghé thăm Cung thiên văn Hayden. Sau khi tốt nghiệp Trường Khoa học Bronx, nơi ông từng là chủ bút của tờ Physical Science Journal (Tập san Khoa học Vật lý), Tyson hoàn thành bằng cử nhân Vật lý ở Đại học Harvard năm 1980. Năm 1983, ông đã có bằng thạc sĩ Thiên văn học ở Đại học Texas ở Austin, sau đó đạt Thạc sĩ (1989) và Tiến sĩ (1991) về Vật lý thiên văn ở Đại học Columbia. Trong 3 năm tiếp theo, Tyson là cộng tác viên nghiên cứu ở Đại học Princeton, và đến năm 1994 ông tham gia Cung Thiên văn Hayden và là nhà nghiên cứu khoa học đồng thời giảng viên không chính thức ở Đại học Princeton. Năm 1996, ông trở thành Giám đốc của Cung Hayden và chịu trách nhiêm giám sát dự án 210 triệu đô la để tu bổ Cung này (dự án hoàn thành năm 2000).
Từ 1995 đến 2005, Tyson viết bài hàng tháng cho mục Vũ trụ của tạp chí Natural History (|Lịch sử tự nhiên), một số bài viết này đã được xuất bản trong cuốn sách Cái chết bởi lỗ đen (Death by black hole- 2007) của ông. Cũng trong thời gian này, ông viết bài hàng tháng cho Tạp chí Star Date, trong mục trả lời câu hỏi về vũ trụ dưới bút danh Merlin. Các bài này cũng xuất hiện trong hai cuốn sách khác của ông: Merlin's Tour of the Universe (Cuộc phiêu lưu vũ trụ của Merlin - 1998) và Just Visiting This Planet (Ghé thăm hành tinh này -1998). Tyson cũng phục vụ trong Ủy ban chính phủ năm 2001 về tương lai của ngành hàng không vũ trụ Hoa Kỳ, và Ủy ban Mặt trăng, Hỏa tinh và xa hơn vào năm 2004. Ông được trao tặng huân chương NASA Distinguished Public Service Medal vào cùng năm này. Từ 2006-2011, Tyson dẫn chương trình truyền hình  NOVA ScienceNow trên kênh PBS. Từ năm 2009, ông dẫn chương trình bản tin Star Talk. Vào năm 2014, Tyson dẫn chương trình cho series phim truyền hình Cosmos: A Spacetime Odyssey (Vũ trụ: Một cuộc hành trình không-thời gian), được lấy cảm hứng từ series năm 1980 Cosmos: A Personal Voyage của Nhà thiên văn học Carl Sagan. Viện Hàn lâm khoa học quốc gia Hoa Kỳ đã trao tặng Tyson huân chương Public Welfare Medal vào năm 2015 cho "vai trò đặc biệt trong việc truyến sự phấn khích cho cộng đồng về các kì quan của khoa học".

## Tác phẩm
Danh sách tác phẩm của Tyson:

### Nghiên cứu được xuất bản
- Twarog, Bruce A.; Tyson, Neil D. (1985). "uvby Photometry of Blue Stragglers in NGC 7789". Astronomical Journal 90: 1247. doi:10.1086/113833
- Tyson, Neil D.; Scalo, John M. (1988). "Bursting Dwarf Galaxies: Implications for Luminosity Function, Space Density, and Cosmological Mass Density". Astrophysical Journal 329: 618. doi:10.1086/166408
- Tyson, Neil D. (1988). "On the possibility of Gas-Rich Dwarf Galaxies in the Lyman-alpha Forest". Astrophysical Journal (Letters) 329: L57. doi:10.1086/185176
- Tyson, Neil D.; Rich, Michael (1991). "Radial Velocity Distribution and Line Strengths of 33 Carbon Stars in the Galactic Bulge". Astrophysical Journal 367: 547. doi:10.1086/169651
- Tyson, Neil D.; Gal, Roy R. (1993). "An Exposure Guide for Taking Twilight Flatfields with Large Format CCDs". Astronomical Journal 105: 1206. doi:10.1086/116505
- Tyson, Neil D.; Richmond, Michael W.; Woodhams, Michael; Ciotti, Luca (1993). "On the Possibility of a Major Impact on Uranus in the Past Century". Astronomy & Astrophysics (Research Notes) 275: 630
- Schmidt, B. P. et al. (1994). "The Expanding Photosphere Method Applied to SN1992am at cz = 14600 km/s". Astronomical Journal 107: 1444
- Wells, L. A. et al. (1994). "The Type Ia Supernova 1989B in NGC3627 (M66)". Astronomical Journal 108: 2233. doi:10.1086/117236
- Hamuy, M. et al. (1996). "BVRI Light Curves For 29 Type Ia Supernovae". Astronomical Journal 112: 2408. doi:10.1086/118192
- Lira, P. et al. (1998). "Optical light curves of the Type IA supernovae SN 1990N and 1991T". Astronomical Journal 116: 1006. doi:10.1086/300175
- Scoville, N. et al. (2007). "The Cosmic Evolution Survey (COSMOS): Overview". Astrophysical Journal Supplement 172: 1. doi:10.1086/516585
- Scoville, N. et al. (2007). "COSMOS: Hubble Space Telescope Observations". Astrophysical Journal Supplement 172: 38. doi:10.1086/516580
- Liu, C. T.; Capak, P.; Mobasher, B.; Paglione, T. A. D.; Scoville, N. Z.; Tribiano, S. M.; Tyson, N. D. (2008). "The Faint-End Slopes of Galaxy Luminosity Functions in the COSMOS Field". Astrophysical Journal Letters 672: 198. doi:10.1086/522361

### Sách
- Merlin's Tour of the Universe (1989). ISBN 0-385-48835-1
- Universe Down to Earth (1994). ISBN 0-231-07560-X
- Just Visiting This Planet (1998). ISBN 0-385-48837-8
- One Universe: At Home in the Cosmos (2000). ISBN 0-309-06488-0
- Cosmic Horizons: Astronomy at the Cutting Edge (2000). ISBN 1-56584-602-8
- City of Stars: A New Yorker's Guide to the Cosmos (2002)
- My Favorite Universe (a 12-part lecture series) (2003). ISBN 1-56585-663-5
- Origins: Fourteen Billion Years of Cosmic Evolution (co-authored with Donald Goldsmith) (2004). ISBN 0-393-32758-2
- The Sky Is Not the Limit: Adventures of an Urban Astrophysicist (1st ed 2000 / 2nd ed 2004). ISBN 978-1-59102-188-9
- Death by Black Hole: And Other Cosmic Quandaries (2007). ISBN 0-393-33016-8
- The Pluto Files: The Rise and Fall of America's Favorite Planet (2009). ISBN 0-393-06520-0
- Space Chronicles: Facing the Ultimate Frontier (2012). ISBN 0-393-08210-5

### Phim ảnh
- The Inexplicable Universe: Unsolved Mysteries[3]
- Cosmos: A Spacetime Odyssey